# Pöhl (Sajonia)
Pöhl es un municipio situado en el distrito de Vogtland, en el estado federado de Sajonia (Alemania), a una altitud de 370 metros. Su población a finales de 2016 era de unos 2600 habitantes y su densidad poblacional, 60 hab/km².
Se encuentra junto a la frontera con el estado de Turingia.